# Domenico Alfani
Domenico di Paride Alfani (Perugia, 1479/1480-Perugia, 1557) fue un pintor italiano activo durante el Renacimiento.

## Biografía
Hijo de un orfebre, se formó en el taller del Perugino, el más famoso pintor de su ciudad natal. Allí tuvo como compañero al joven Rafael Sanzio, con quien trabaría una duradera amistad. El estilo de Alfani estaría siempre muy influenciado por el de estos dos célebres maestros.
Aunque no ha sobrevivido ninguna obra suya anterior a 1518, Domenico ya era miembro del gremio de pintores de Perugia desde 1510. Ya en 1520 ejecutó junto con Pompeo d'Anselmo una tabla de altar para San Simone del Carmine basada en un diseño que le enviara Rafael. El punto álgido de la colaboración entre Alfani y Sanzio será la Pala Baglioni, pieza de altar compuesta por varias tablas, la principal ejecutada por el propio Rafael, el famoso Entierro de Cristo. Domenico se encargó de la tabla superior, que representa a Dios Padre rodeado de ángeles y que se conserva en la Galería Nacional de la Umbría.
Tras la muerte de Rafael, Alfani se acercó en su estilo al de los manieristas florentinos, como Rosso Fiorentino, a quien incluso llegó a acoger cuando éste huía del Saco de Roma (1527). Según Giorgio Vasari, éste le dejó como agradecimiento un dibujo con los Tres Reyes Magos, que Alfani utilizó para la realización de su retablo en Santa Maria dei Miracoli en Castel Rigone.
En sus últimos tiempos, Domenico tuvo como ayudante a su hijo Orazio, que continuaría con el negocio familiar a la muerte de su progenitor.

## Obras destacadas
- Virgen con el Niño (Colección Hartford, Bristol)
- Virgen entronizada con el Niño y los santos Gregorio y Nicolás (1518, Galleria Nazionale dell'Umbria, Perugia)
- Virgen con en Niño entre los santos Pedro, Pablo, Lucía, Nicolás de Bari y ángeles (1524, Galleria Nazionale dell'Umbria, Perugia)
- Dios Padre bendiciente rodeado de ángeles (Galleria Nazionale dell'Umbria, Perugia)
- Virgen con el Niño y los santos Luis de Tolosa, Antonio de Padua, ángeles y donantes (Pinacoteca Comunale, Terni)
- Natividad (Pinacoteca Comunale, Terni)
- Virgen con el Niño y los santos Francisco de Asís, Bernardino de Siena, Antonio de Padua y Jerónimo (San Francesco, Perugia), fresco.
- Adoración de los Reyes Magos (h. 1528, antes en la Colección Rinuccini, Florencia)
- Natividad con Santa Ana y ángeles (1536, Galleria Nazionale dell'Umbria, Perugia)
- Adoración de los Reyes Magos (1545, Galleria Nazionale dell'Umbria, Perugia)
- Crucifixión (1553, San Francesco, Perugia)